# Vliegtuigbom

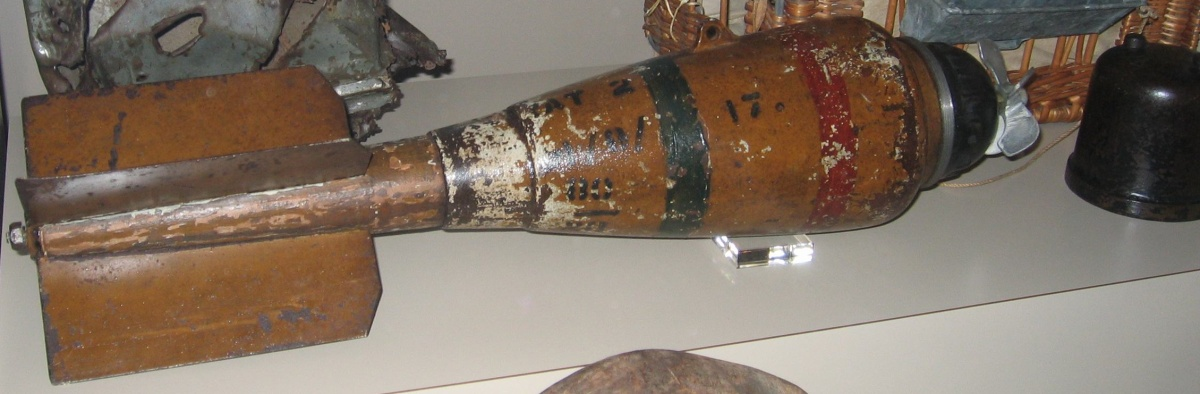
Een vliegtuigbom uit de Eerste Wereldoorlog

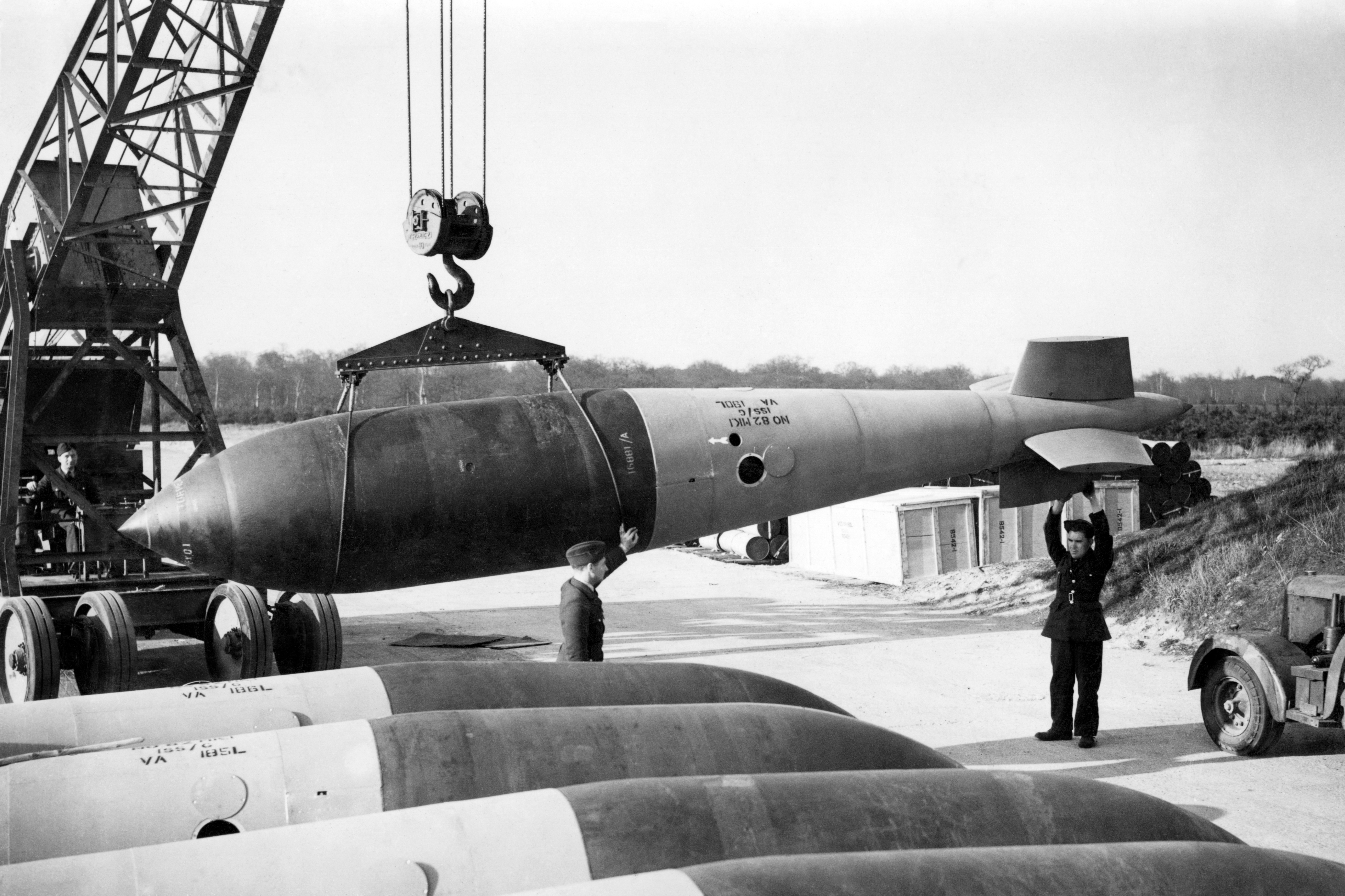
De Grand Slam-bom uit 1945

Een vliegtuigbom is een bom die vanuit een bommenwerper wordt afgeworpen en bedoeld is om op of boven of onder land- of zeeoppervlak te exploderen. Meestal bestaat een vliegtuigbom uit een houder, gevuld met explosief materiaal, ontworpen om vernietigend te werken als de bom af gaat. Bommen die uit een vliegtuig worden geworpen, ontploffen door een hoogtesensor, door radar of door contact met de bodem. Er zijn bommen die "dom" zijn (simpelweg uit het vliegtuig geworpen worden) en "slim" (zelfsturend of vooraf geprogrammeerd). In tegenstelling tot de klassiek vallende bommen, bestaan ook bommen met vleugels, die een iets grotere afstand tot het doel kunnen afleggen, de zweefbom.

## Geschiedenis
De eerste bommen die hun bestemming succesvol bereikten, werden gelanceerd vanuit luchtballonnen. Deze ballonnen droegen één bom. Dit werd gedaan door de Oostenrijkers, tijdens hun gevecht met Venetië in 1849. De eerste officiële luchtaanval werd uitgevoerd door luitenant Giulio Gavotti, die vanuit zijn Blériot-vliegtuig vier granaten wierp op het Ottomaanse leger, op 1 november 1911.